# 瓦西里·斯科彭科
瓦西里·费多罗维奇·斯科彭科（羅馬化：Vasyl Fedorovych Skopenko；1912年1月14日—1945年1月27日），烏克蘭紅軍軍官及中学教师兼校长，曾為蘇聯陸軍中校，参加过苏芬战争和第二次世界大战，被授予蘇聯英雄称号。

## 生平
1912年1月14日出生于俄羅斯帝國切爾尼戈夫省斯特魯希夫卡（今俄罗斯布良斯克州斯特魯戈夫卡）。斯科彭科的父亲费奥多尔·伊万诺维奇（Фёдор Иванович）在罗斯托夫矿场工作，母亲特蒂亞娜·約西皮芙娜（Тетяна Йосипівна）在矿场炮兵部队中担任厨师。
高中毕业后，斯科彭科进入一所矿业学校学习，随后在克里维里赫的卡尔·李卜克内西矿场担任采矿工头。随后前往敖德萨大学物理与数学学院進修。
1935年，斯科彭科从克里維里赫國立師範學院毕业后被派往基洛夫格勒州韋爾布柳日卡的一所乡村学校担任物理老师，并于1937年成为学校校长。在兩年后的1939年，斯科彭科被授予卓越勞動獎章。
1939年3月15日，斯科彭科被动员加入红军，並參與了1939年至1940年的苏芬战争（又稱蘇芬戰爭）。

### 軍事生涯
斯科彭科于1943年毕业于莫斯科伏龙芝军事学院，後來他成为第1180步枪团（乌克兰第1方面军第13军第350步枪师）的指挥官。
在斯科彭科的指挥下，该步槍团采用临时手段渡过了波蘭東南部翁熱克一帶的维斯瓦河段，在一系列的行動后從納粹德軍手中奪得桑多米尔，並為苏联军队的进一步推进行動建立了桥头堡。
1944年9月23日，苏联最高苏维埃主席团发布命令，授予瓦西里·费多罗维奇·斯科彭科中校苏联英雄称号，以表彰他在“抗击德国法西斯侵略者”的战线指挥作战任务中的“出色表现”，同时表现出“勇气和英雄主义”，授予斯科彭科列宁勋章和金星勋章（编号4589）。1945年1月24日，他被授予上校军衔。
1945年1月27日，斯科彭科在弗罗茨瓦夫附近的一场战斗中身受重伤。在医院裏奄奄一息，當時斯科彭科表示希望自己葬在桑多梅日。
1945年2月，斯科彭科的遗体被运到該城并埋葬在當地的广场。市政府也召开特别会议纪念他。

## 家庭
- 妻子: 安娜·米特罗凡尼芙娜[6]
- 女儿：阿拉·帕斯科
- 儿子：赫奧爾希·斯科彭科和維克托·斯科彭科，后者成为基辅大学校长[7]。

## 奖项

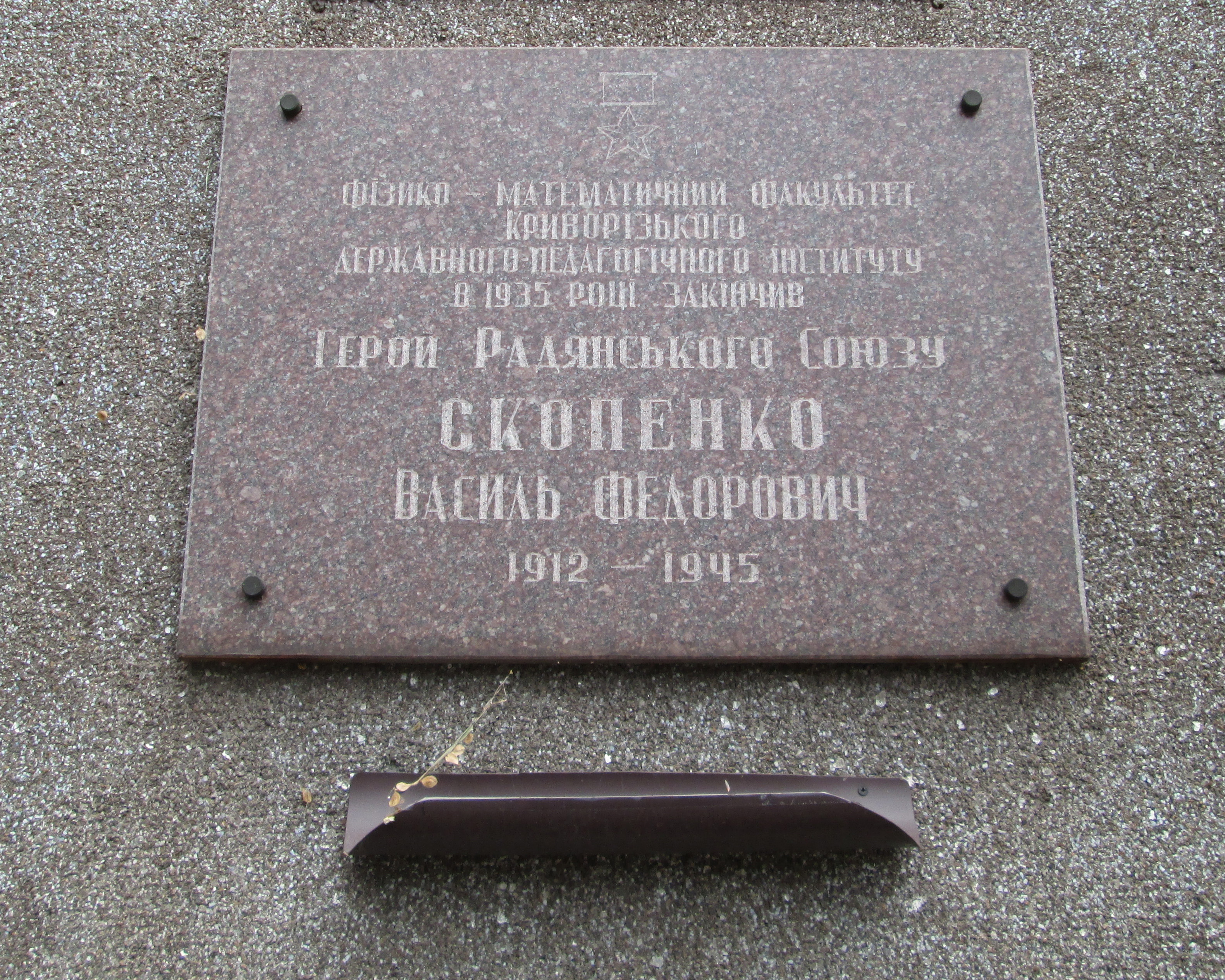
名字出现在克里維里赫一纪念板上的斯科彭科

- 列宁勋章
- 红旗勋章2枚
- 涅夫斯基勋章
- 卫国战争勋章一级
- 红星勋章[1]

## 紀念
20世纪50年代，桑多梅日的奥帕托夫街更名为斯科彭科街，不過现在已恢复原来的名字。市内的奥帕托夫閘附近有一座斯科彭科的纪念碑。1990年，斯科彭科的遗体被重新安葬在苏联士兵公墓（米茨凯维奇街附近），纪念碑也移至那里。
斯科彭科的名字被刻在克里維里赫的英雄墙纪念板上。